# Timandra ruptilinea
Timandra ruptilinea är en fjärilsart som beskrevs av W. Warren 1897. Timandra ruptilinea ingår i släktet Timandra och familjen mätare. Inga underarter finns listade i Catalogue of Life.